# Транспорт Індії
Транспорт Індії представлений автомобільним , залізничним , повітряним , водним (морським і річковим)  і трубопровідним , у населених пунктах  та у міжміському сполученні діє громадський транспорт пасажирських перевезень. Площа країни дорівнює 3 287 263 км² (7-ме місце у світі). Форма території країни — складна, з компактним ромбоподібним центральним масивом; максимальна дистанція з півночі на південь — 3200 км, зі сходу на захід — 2740 км. Географічне положення Індії дозволяє країні контролювати морські транспортні шляхи між Близьким і Далеким Сходом, транспортні коридори з Центральної Азії до Південної.

## Автомобільний
Загальна довжина автошляхів в Індії, станом на 2015 рік, дорівнює 4 699 024 км, з яких 96 214 км загальнодержавних, 147 800 км внутрішньоштатних, 4 455 010 км інших (2-ге місце у світі).

## Залізничний
Загальна довжина залізничних колій країни, станом на 2014 рік, становила 68 525 км (5-те місце у світі), з яких 58 404 км широкої 1676-мм колії (23 654 електрифіковано), 9 499 км вузької 1000-мм колії; 622 км вузької 762-мм колії.

## Повітряний
У країні, станом на 2013 рік, діє 346 аеропортів (21-ше місце у світі), з них 253 із твердим покриттям злітно-посадкових смуг і 93 із ґрунтовим. Аеропорти країни за довжиною злітно-посадкових смуг розподіляються так (у дужках окремо кількість без твердого покриття):
- довші за 10 тис. футів (>3047 м) — 22 (1);
- від 10 тис. до 8 тис. футів (3047-2438 м) — 59 (3);
- від 8 тис. до 5 тис. футів (2437—1524 м) — 76 (6);
- від 5 тис. до 3 тис. футів (1523—914 м) — 82 (38);
- коротші за 3 тис. футів (<914 м) — 14 (45)[1].

У країні, станом на 2015 рік, зареєстровано 20 авіапідприємств, які оперують 485 повітряними суднами. За 2015 рік загальний пасажирообіг на внутрішніх і міжнародних рейсах становив 98,9 млн осіб. За 2015 рік повітряним транспортом було перевезено 1,83 млрд тонно-кілометрів вантажів (без врахування багажу пасажирів).
У країні, станом на 2013 рік, споруджено і діє 45 гелікоптерних майданчиків.
Індія є членом Міжнародної організації цивільної авіації (ICAO). Згідно зі статтею 20 Чиказької конвенції про міжнародну цивільну авіацію 1944 року, Міжнародна організація цивільної авіації для повітряних суден країни, станом на 2016 рік, закріпила реєстраційний префікс — VT, заснований на радіопозивних, виділених Міжнародним союзом електрозв'язку (ITU).Коди ІКАО для аеропортів Індії — VO, VA, VE і VI.

## Водний

### Морський
Головні морські порти країни: Ченнаї, Джавахарлар-Неру, Кандла, Колката, Мумбаї, Сікка, Вішакапатнам. Річний вантажообіг контейнерних терміналів (дані за 2011 рік): Ченнаї — 1,57 млн, Джавахарлар-Неру — 4,31 млн контейнерів (TEU). СПГ-термінали для імпорту скрапленого природного газу діють в портах: Дабхол, Дахеж, Хазіра.
Морський торговий флот країни, станом на 2010 рік, складався з 340 морських суден з тоннажем понад 1 тис. реєстрових тонн (GRT) кожне (29-те місце у світі), з яких: балкерів — 104, суховантажів — 78, танкерів для хімічної продукції — 22, контейнеровозів — 14, газовозів — 11, пасажирських суден — 4, вантажно-пасажирських суден — 15, нафтових танкерів — 92.
Станом на 2010 рік, кількість морських торгових суден, що ходять під прапором країни, але є власністю інших держав — 10 (Китайської Народної Республіки — 1, Гонконгу — 2, Джерсі — 2, Малайзії — 1, Об'єднаних Арабських Еміратів — 4); зареєстровані під прапорами інших країн — 76 (Кіпру — 4, Домініки — 2, Ліберії — 8, Мальти — 3, Маршаллових Островів — 10, Нігерії — 1, Панами — 24, Сент-Кіттсу і Невісу — 2, Сінгапуру — 21, невстановленої приналежності — 1).

### Річковий
Загальна довжина судноплавних ділянок річок і водних шляхів, доступних для суден з дедвейтом більше за 500 тонн, 2012 року становила 14 500 км (9-те місце у світі). 5,2 тис. водних шляхів країни припадає на головні річки, 485 км — на штучні канали.

## Трубопровідний
Загальна довжина газогонів в Індії, станом на 2013 рік, становила 13 590 км; трубопроводів зрідженого газу — 2 054 км; нафтогонів — 8 943 км; інших трубопроводів — 20 км; продуктогонів — 11 069 км.

## Державне управління
Держава здійснює управління транспортною інфраструктурою країни через галузеві міністерства: доріг та автомагістралей, залізниць, судноплавства та цивільної авіації. Станом на 24 серпня 2016 року міністерство в уряді Нарендра Моді очолювали Нітін Гадкарі, Суреш Прабхкар Прабху, Нітін Гадкарі та Ашок Гаджапаті Раджу Пусапаті, відповідно.

### Українською
- Атлас. 10-11 клас. Економічна і соціальна географія світу / упорядники :  О. Я. Скуратович, Н. І. Чанцева. — К. : ДНВП «Картографія», 2010. — ISBN 978-966-475-639-3.
- Атлас світу / голов. ред. І. С. Руденко ; зав. ред. В. В. Радченко ; відп. ред. О. В. Вакуленко. — К. : ДНВП «Картографія», 2005. — 336 с. — ISBN 9666315467.
- Безуглий В. В. Економічна і соціальна географія зарубіжних країн : Навчальний посібник. — К. : ВЦ «Академія», 2007. — 704 с. — ISBN 978-966-580-239-6.
- Безуглий В. В., Козинець С. В. Регіональна економічна і соціальна географія світу : Навчальний посібник. — видання 2-ге, доп., перероб. — К. : ВЦ «Академія», 2007. — 688 с. — ISBN 966-580-144-9.
- Головченко В., Кравчук О. Країнознавство: Азія, Африка, Латинська Америка, Австралія і Океанія. — К., 2006. — 335 с. — ISBN 966-8939-04-2.
- Дахно І. І. Країни світу: Енциклопедичний довідник / І. І. Дахно, С. М. Тимофієв. — К. : Мапа, 2011. — 606 с. — (Бібліотека нового українця) — ISBN 978-966-8804-23-6.
- Дахно І. І. Економічна географія зарубіжних країн : навчальний посібник. — К. : Центр учбової літератури, 2014. — 319 с. — ISBN 978-611-01-0682-5.
- Дорошенко В. І. Географія транспорту : Навчальний посібник / В. І. Дорошенко, К. Д. Діденко. — К. : Київський нац. ун-т ім. Т. Шевченка, 2010. — 183 с. — ISBN 978-966-439-329-1.
- Дубович І. А. Країнознавчий словник-довідник. — 5-те вид., перероб. і доп. — К. : Знання, 2008. — 839 с. — ISBN 978-966-346-330-8.
- Економічна і соціальна географія країн світу : Навчальний посібник / За ред. С. П. Кузика. — Л. : Світ, 2002. — 672 с. — ISBN 966-603-178-7.
- Зарубіжна транспортна географія : навчальний посібник / уклад. : Петрашевський О. Л. и др. — К. : Національний транспортний університет, 2015. — 95 с. — ISBN 978-966-632-227-5.
- Ігнатьєв П. М. Країнознавство: Країни Азії. — Ч. : Книги-ХХІ, 2004. — 383 с. — ISBN 966-8029-53-4.
- Книш М. М., Мамчур О. І. Регіональна економічна і соціальна географія світу (Латинська Америка та Карибські країни, Африка, Азія, Океанія) : навч. посіб. — Л. : ЛНУ ім. Івана Франка, 2013. — 368 с. — ISBN 978-617-10-0007-0.
- Юрківський В. М. Регіональна економічна і соціальна географія. Зарубіжні країни : Підручник. — К. : Либідь, 2001. — 416 с. — ISBN 966-06-0092-5.

### Англійською
- (англ.) Modern Transport Geography / Hoyle, B. and R. Knowles (eds). — Second Edition,. — London : Wiley, 1998.
- (англ.) Rodrigue, J-P. The Geography of Transport Systems. — Fourth Edition. — N. Y. : Routledge, 2017. — 440 с. — ISBN 978-1138669574.
- (англ.) Taaffe E. J., Gauthier H. L. and O'Kelly M. E. Geography of transportation. — Second Edition. — N. Y. : Prentice Hall, 1996. — ISBN 0-13-368572-1.
- (англ.) Black, W. Transportation: A Geographical Analysis. — N. Y. : Guilford, 2003.

### Російською
- (рос.) Максаковский В. П. Географическая картина мира. Книга I: Общая характеристика мира. — М. : Дрофа, 2008. — 495 с. — ISBN 978-5-358-05275-8.
- (рос.) Максаковский В. П. Географическая картина мира. Книга II: Региональная характеристика мира. — М. : Дрофа, 2009. — 480 с. — ISBN 978-5-358-06280-1.
- (рос.) Физико-географический атлас мира. — М. : Академия наук СССР и главное управление геодезии и картографии ГГК СССР, 1964. — 298 с.
- (рос.) Шаповал Н. С. Транспортная география и транспортные системы мира : учебное пособие. — К. : Центр учбової літератури, 2006. — 188 с. — ISBN 000-0000-00-4.
- (рос.) Экономическая, социальная и политическая география мира. Регионы и страны / под ред. С. Б. Лаврова, Н. В. Каледина. — М. : Гардарики, 2002. — 928 с. — ISBN 5-8297-0039-5.
- (рос.) Энциклопедия стран мира / глав. ред. Н. А. Симония. — М. : НПО «Экономика» РАН, отделение общественных наук, 2004. — 1319 с. — ISBN 5-282-02318-0.